# 安福戰鬥 (國共內戰)
安福戰鬥發生於1934年1月15日，地點則是在中國贛西。是第一次国共内战前期主要戰鬥之一。該戰鬥交戰一方為中華民國國民革命軍，另一方則為中國共產黨所領導之中國工農紅軍。